# Salade hawaïenne
Pour les articles homonymes, voir Salade et Hawaï (homonymie).
La salade hawaïenne (hawaiian salad, en anglais) est une recette de cuisine de la cuisine hawaïenne, à base de salade composée de riz et de divers ingrédients sucré-salés.

## Histoire
Variante des poke bowl, buddha bowl ou salade californienne, cette recette de salade composée exotique de cuisine hawaïenne est réalisée avec du riz et un mélange d'ingrédients sucré-salés tels qu'oignon, maïs, avocat, pamplemousse, poulet, surimi, thon, crevettes, ananas, banane, mangue, kiwi, mayonnaise, sel, poivre, gingembre, coriandre,,,.

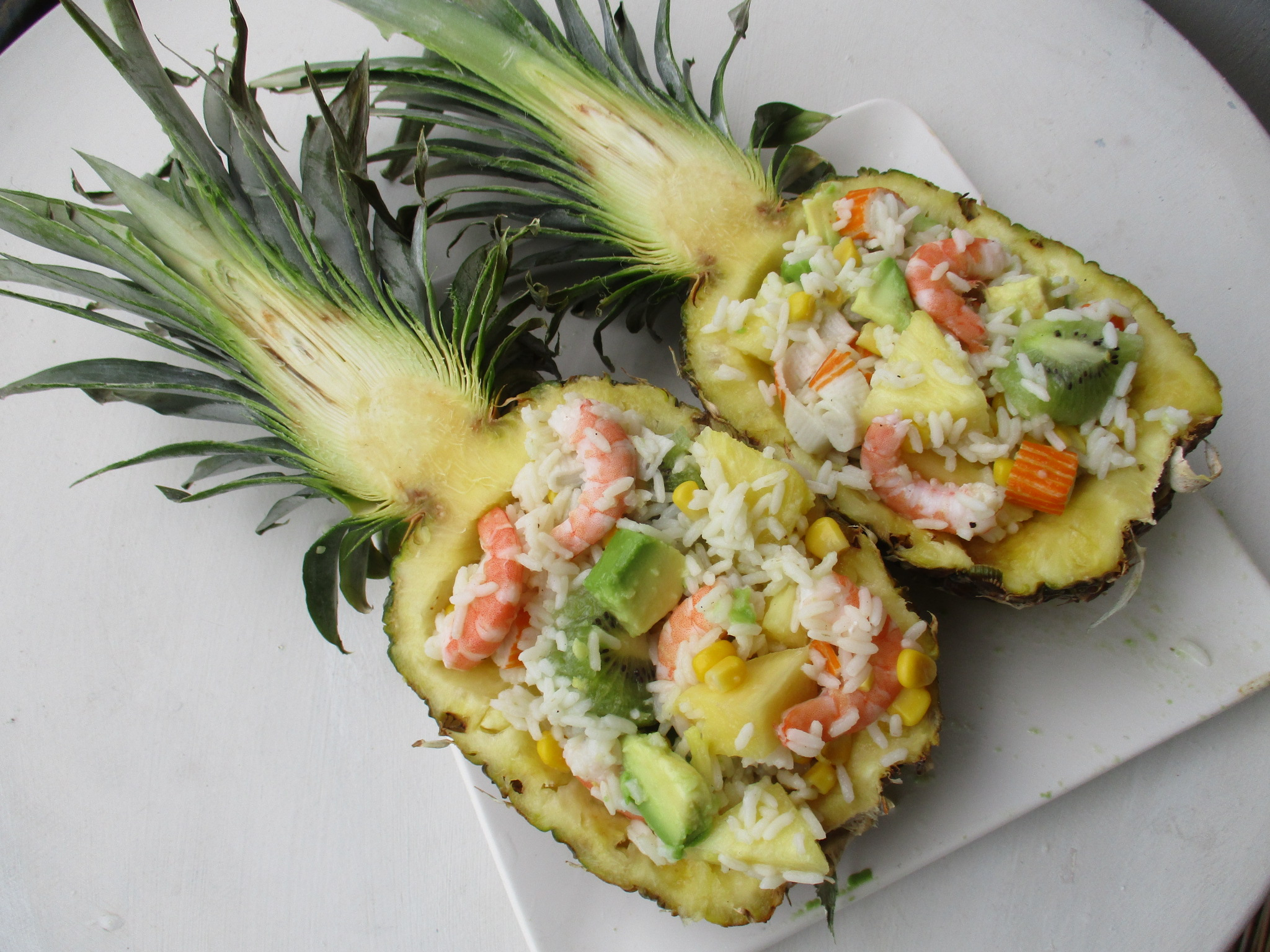
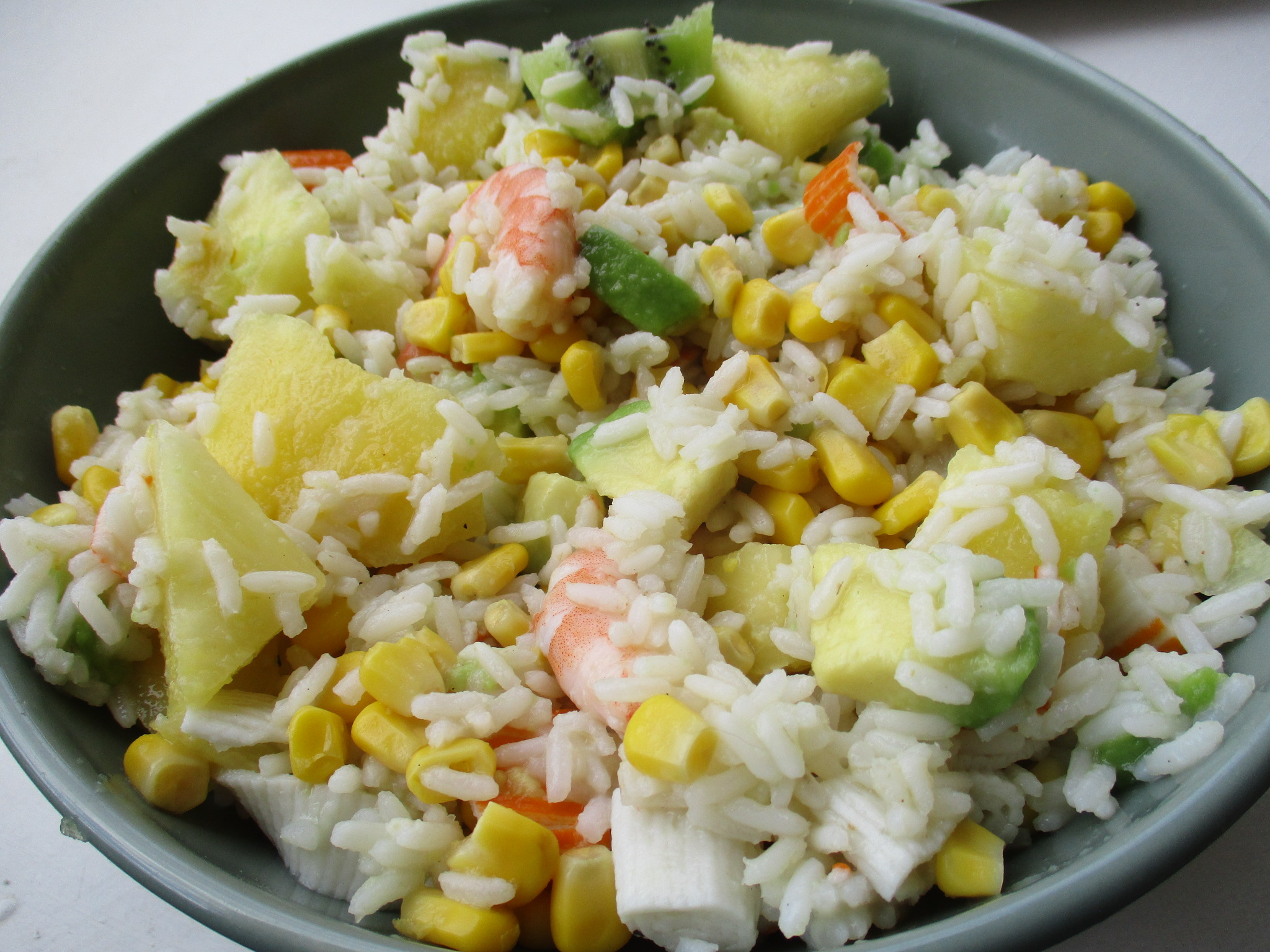

Elle peut éventuellement être servie dans l'ananas qui a servi à sa préparation.